# Gentiana hugelii
Gentiana hugelii är en gentianaväxtart som beskrevs av August Heinrich Rudolf Grisebach. Gentiana hugelii ingår i släktet gentianor, och familjen gentianaväxter. Inga underarter finns listade i Catalogue of Life.